# 486 v.Chr.
Het jaar 486 v.Chr. is een jaartal volgens de christelijke jaartelling.

## Gebeurtenissen

### Egypte
- Door het invoeren van belastingverhoging breekt er in de Nijldelta een opstand uit.

### Italië
- Spurius Cassius Vecellinus wordt consul van Rome en probeert in een decreet een agrarische wet in de Senaat geaccepteerd te krijgen, om de Plebejers te ondersteunen.
- Spurius Cassius Vecellinus wordt ervan beschuldigd het koningschap op te eisen, hij wordt berecht en in het openbaar geëxecuteerd.

### China
- Koning Fuchai van het Wu-rijk laat het Grote Kanaal aanleggen, het kanaal is bevaarbaar tussen Hangzhou en Jining.

## Overleden
- Gautama Boeddha (kroniek van het boeddhisme)
- Spurius Cassius Vecellinus, consul van Rome